# NGC 6471
NGC 6471 este o galaxie situată în constelația Dragonul. A fost descoperită în 25 septembrie 1886 de către Lewis A. Swift.